# Розалија Леваи
Розалија Леваи (Ђала, код Новог Кнежевца, 13. јануар 1948 — Кањижа, 28. август 2011) била је југословенска и српска позоришна, филмска и телевизијска глумица. Са редитељем Паолом Мађелијем имала је двоје деце.